# Gare de la rue d'Avron
La gare de la rue d'Avron est une gare ferroviaire française désaffectée de la ligne de Petite Ceinture, située dans le 20e arrondissement de Paris, en région Île-de-France.

## Situation

### Situation ferroviaire
La gare de la rue d'Avron est située sur la ligne de Petite Ceinture, désaffectée, entre les gares de l'avenue de Vincennes et de Charonne.

### Situation urbaine
La gare est située à proximité immédiate de la rue d'Avron, juste au nord du pont qui enjambe cette voie. Le bâtiment de la gare, ainsi que son accès principal, ne sont pas situés sur la rue d'Avron mais sur une rue perpendiculaire, la rue Ferdinand-Gambon. Un accès secondaire (muré) existe toutefois rue d'Avron.

## Histoire

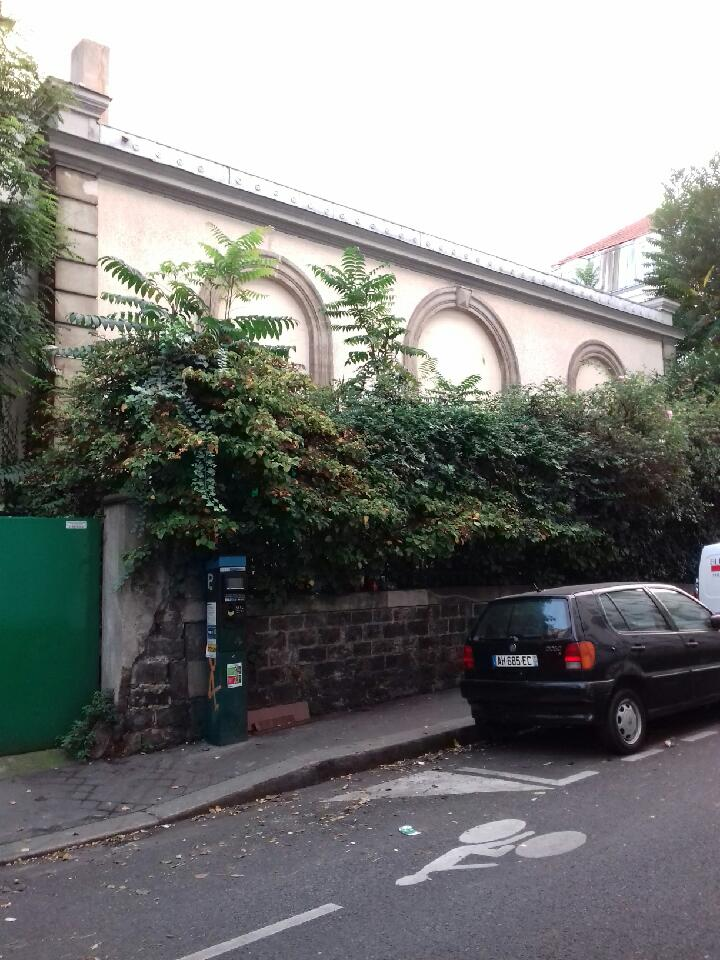
Vue depuis la rue Ferdinand-Gambon.

La gare de la rue d'Avron ne figure pas dans les stations mises en service sur la Petite Ceinture dans les années 1850-1860. Elle n'est ouverte aux voyageurs que le 15 mai 1895, après un ensemble de travaux visant à supprimer les passages à niveau de la ligne sur la rive droite de la Seine. Le bâtiment principal est construit au niveau de la rue, en moellons crépis ; un escalier permet de rejoindre les voies et un passage en dessous de celles-ci permet de les traverser.
Comme le reste de la Petite Ceinture, la gare est fermée au trafic voyageurs depuis le 23 juillet 1934. Les édifices n'ont pas été réutilisés. Si le bâtiment sur la rue a bénéficié d'un ravalement, les équipements du quai sont couverts de graffitis. Sur les voies subsistent un quai et un édicule.

## Projets
L'Atelier parisien d'urbanisme envisage, dans une étude publiée en août 2011, la réutilisation par la ligne T8 du segment Est de la ligne de Petite Ceinture. La gare de la rue d'Avron, faisant partie du segment Est de la ligne de Petite Ceinture, pourrait alors rouvrir au public.